# District de Huancui
Le district de Huancui (环翠区 ; pinyin : Huáncuì qū, littéralement, anneau vert) est une subdivision administrative de la province du Shandong en Chine. Il est placé sous la juridiction de la ville-préfecture de Weihai.
Il abrite la majeure partie de la ville de Weihai, des ports, des commerces, deux universités ainsi que la gare ferroviaire de la ville.